# Jean Olphi dit Galhard
Pour les articles homonymes, voir Galliard.
Pour les autres membres de la famille, voir Famille Olphe-Galliard.
Jean Olphi dit Galhard est un consul de Gap, qui vote l'annexion de Gap au Dauphiné et assiste à la prestation de serment de conserver les libertés municipales en 1515.

## Biographie[4]

### Famille

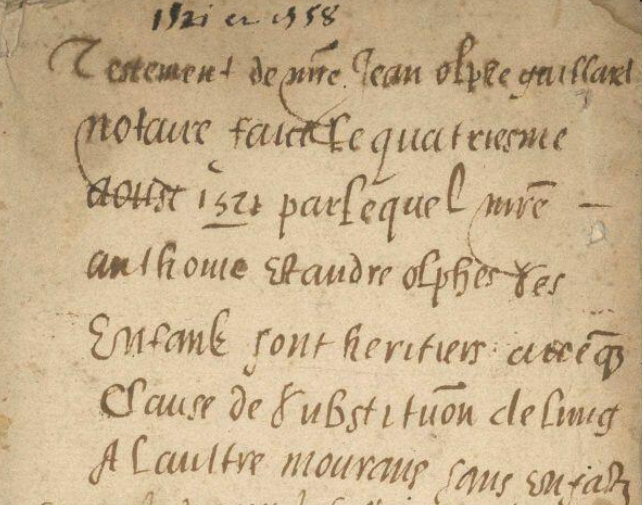
Testament de Me Jean Olphi dit Galhard, notaire, 1521.

Descendant d'une famille de notaires à Gap, Jean Olphi dit Galhard, est le fils de Gabriel Olphi dit Galhard et le père d'Antoine Olphi dit Galhard.
Jean Olphi dit Galhard est enterré, vers 1561, dans la chapelle saint Antoine de la Cathédrale de Gap.

### Prestation de serment de conserver les libertés municipales
Jean Olphi dit Galhard, consul de Gap, vote l'annexion de Gap au Dauphiné  et assiste à la prestation de serment de conserver les libertés municipales en 1515. Il était encore consul en 1520.